# José Couso
José Manuel Couso Permuy (Ferrol, La Coruña, 5 de octubre de 1965-Bagdad, Irak, 8 de abril de 2003) fue un cámara y reportero gráfico español asesinado durante la invasión de Irak de 2003, a causa del ataque del Ejército de los Estados Unidos al Hotel Palestina de la capital iraquí, en el que se encontraba alojado junto a otros miembros de la prensa internacional.

## Biografía
Nacido en una familia de tradición militar, se licenció en Ciencias de la Información y Ciencias de la Imagen, en la Universidad Complutense de Madrid. Realizó varias tareas para empresas como la Agencia EFE o Canal+, y trabajó como cámara para el canal de televisión Telecinco durante ocho años, cubriendo noticias de relevancia como el secuestro de su compañero Jon Sistiaga en Macedonia del Norte, los bombardeos de Bagdad de 1998, la guerra de Kosovo en 1999, diversos reportajes en el buque oceanográfico Hespérides en la Antártida en 2001, reportaje en las cuevas de Lascaux (Francia) en 2002, el incidente de la isla de Perejil en el mismo año, y el desastre del Prestige, entre otros.
Poco antes del comienzo de la invasión de Irak de 2003, se traslada al país junto a varios compañeros de Informativos Telecinco. De todos ellos sólo quedaron dos en Bagdad: Jon Sistiaga como periodista y José Couso como operador de cámara. El resto del equipo regresó a España pocos días antes del principio de los bombardeos.
El 8 de abril de 2003 se encontraba en el Hotel Palestina de Bagdad, en el que se hospedaban numerosos periodistas extranjeros, filmando desde el balcón del piso 14 donde se alojaban Couso y Jon Sistiaga. En ese momento, una compañía de la 3.ª división de infantería del Ejército estadounidense se encontraba luchando al otro lado del río Tigris, donde recibían fuego de mortero y granadas propulsadas. Según el informe posterior realizado por el Mando Central de los Estados Unidos (CENTCOM), el fuego enemigo era dirigido por un observador que se encontraba junto al río Tigris, en la misma orilla que el Hotel Palestina. Tras la búsqueda del presunto observador, un tanque M1 Abrams disparó su cañón de 120 mm contra el hotel. El proyectil del tanque impactó en el piso 15, en el cual se alojaba el equipo de la agencia Reuters, resultando muerto en el acto el periodista ucraniano Taras Protsyuk. José Couso se encontraba filmando en el piso inferior, siendo herido gravemente. Fue trasladado al Hospital San Rafael de Bagdad donde falleció mientras era operado.
Un informe del Comité para la Protección de los Periodistas (CPJ) concluyó que el bombardeo del hotel, aunque no deliberado, era evitable ya que los comandantes estadounidenses sabían que los periodistas estaban presentes en el hotel y tenían la intención de no atacarlo. El informe pidió al Pentágono que llevara a cabo una investigación exhaustiva y pública sobre el incidente. Una de las conclusiones del informe del CPJ: que los comandantes estadounidenses sabían que los periodistas estaban en el Hotel Palestina, pero no transmitieron este conocimiento a las fuerzas en el terreno.
Estaba casado y tenía dos hijos.

## Reacciones tras su muerte

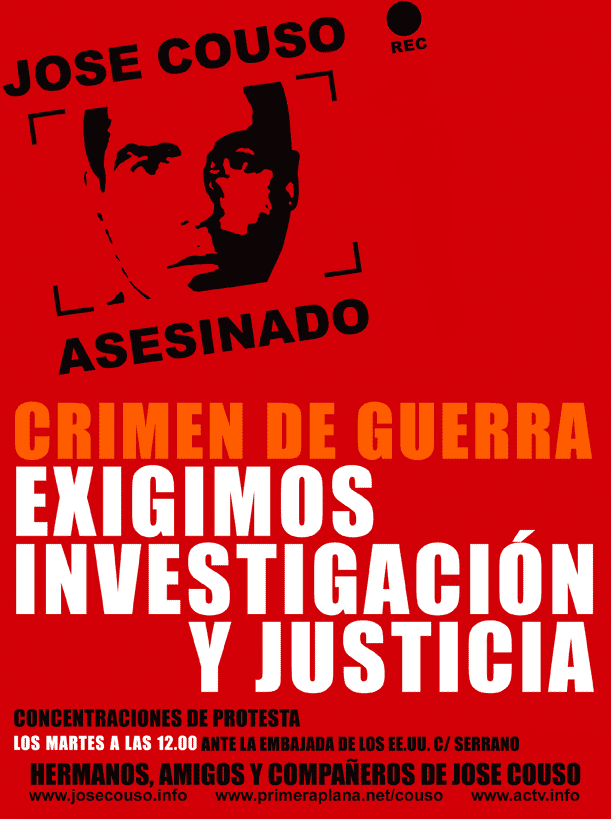
Cartel denunciando el asesinato del cámara José Couso

El Pentágono reconoció la autoría del ataque alegando que los soldados que dispararon contra el hotel, al mando del sargento Thomas Gibson, estaban respondiendo a fuego enemigo.
A raíz de la muerte del fotógrafo se sucedieron varias manifestaciones de repulsa ante las sedes diplomáticas de los Estados Unidos en España y diferentes acciones civiles y judiciales encaminadas a resolver la culpabilidad de los implicados.
- El 19 de octubre de 2005 la Audiencia Nacional abrió diligencias previas con una orden internacional de detención contra tres de los militares estadounidenses imputados. En su investigación llamó a declarar a los periodistas Olga Rodríguez, Jon Sistiaga y Carlos Hernández.

- El 10 de marzo de 2006, la Sala Segunda de lo Penal de la Audiencia Nacional, archivó las diligencias alegando que el suceso fue "un acto de guerra", decisión recurrida por la familia del fallecido ante el Tribunal Supremo.

- El 5 de diciembre de 2006 el Tribunal Supremo estimó por unanimidad, el recurso interpuesto por la familia de José Couso contra la decisión de la Audiencia Nacional de archivar la investigación.

- El 16 de enero de 2007, el juez de la Audiencia Nacional Santiago Pedraz reactivó la orden de 2005 de detención internacional contra los tres estadounidenses imputados en la muerte de Couso, frente al criterio de la Fiscalía de la Audiencia Nacional que mantiene desde la iniciación del caso en 2003, que los tribunales españoles carecen de jurisdicción por tratarse de una acción de guerra realizada en territorio iraquí. Pedraz acusa a los militares de asesinato y de un delito contra la comunidad internacional.[11]

- El 27 de abril de 2007, el juez Santiago Pedraz procesa a los tres militares de EE. UU. por el presunto asesinato de Couso. También les acusa de un delito contra la comunidad internacional por atacar a periodistas. El magistrado dictó el procesamiento del sargento Thomas Gibson, el capitán Philip Woldrford y el teniente coronel Philip de Camp por un delito de asesinato (de 15 a 20 años de prisión) y otro contra la comunidad internacional (de 10 a 15 años) aunque la Sala de lo Penal de este tribunal revocó su decisión un año después (el 13 de mayo de 2008) respaldando la postura de la Fiscalía, que pidió el archivo de la causa por falta de jurisdicción, al estimar que dadas las circunstancias en que se produjeron los hechos y los disparos sufridos por el carro de combate no existen datos para calificar el hecho como crimen de guerra, sino como una acción de guerra en el que los operadores del tanque respondían a un supuesto observador iraquí.

- El 21 de mayo de 2009, el juez Pedraz vuelve a procesar a los tres militares de EE. UU.[12]

- El 29 de julio de 2010, el mismo juez, Santiago Pedraz, lanza una orden de busca y captura contra los tres militares estadounidenses imputados en el caso Couso. Se trata de los tres militares que ocupaban el tanque que disparó contra el Hotel Palestina. La orden implicaría su ingreso en prisión y llega después de que el Tribunal Supremo reabriera el caso a principios de julio. Pedraz ha decidido estimar el recurso de las familias al entender que los hechos podrían ser constitutivos de crímenes de guerra. Asimismo, ha solicitado autorización al Consejo General del Poder Judicial para desplazarse a Irak entre octubre y noviembre y realizar un análisis ocular de la zona del incidente.[13] La inspección ocular se realizó en 2011, sin avances procesales posteriores.[14]
- El 10 de enero de 2020, la Audiencia Nacional condenó al Estado español a pagar una indenmización de 182.290 euros a la familia de José Couso debido a la «omisión de protección diplomática» que sufrieron tras el asesinato del cámara en Irak en 2003 a manos de las tropas estadounidenses. La sala cuarta de lo Contencioso-Administrativo del citado tribunal considera que «las circunstancias del caso hacían exigible que el Estado desenvolviera su actividad diplomática en favor de los perjudicados por el fallecimiento del señor Couso». «Sin embargo, la Administración General del Estado se limitó a recibir y aceptar las explicaciones ofrecidas por la Administración de los Estados Unidos en el sentido de que el ataque al hotel Palestina se encontraba justificado y que el fallecimiento del señor Couso fue un lamentable accidente».[15]
- El 15 de julio de 2021, el Tribunal Supremo ratificó la sentencia previa de la Audiencia Nacional que condenaba al Estado a indemnizar con 182.290 euros a la familia de José Couso. Mediante dicha sentencia el magistrado Wenceslao Olea asume la tesis de la Audiencia Nacional al considerar que se dio «la callada por respuesta» o se «dieron por buenos los argumentos» del Estado responsable de los hechos pese a lo «escuetas» de las explicaciones. Además en el auto el juez considera acreditado que «el Estado español no ha prestado la protección diplomática, conforme a los requisitos que le es exigido y atendiendo a la pérdida de oportunidad que comportaría dicha omisión».[16][17]

### Cable sobre el seguimiento del Gobierno español del caso Couso
Como parte de la Filtración de documentos diplomáticos de los Estados Unidos realizada por el portal WikiLeaks desde el 28 de noviembre de 2010, aparecen cables de la embajada estadounidense en España que desvelan las presiones del entonces embajador Eduardo Aguirre sobre la investigación del fallecimiento de José Couso durante la invasión de Irak de 2003.
La Fiscalía de la Audiencia Nacional ha mantenido continuadamente, desde la iniciación del caso en 2003 hasta la fecha, que los tribunales españoles carecen de jurisdicción, por tratarse de una acción de guerra realizada en territorio iraquí. La Fiscalía General del Estado realizó gestiones con el embajador estadounidense Eduardo Aguirre, para que se diese respuesta a la Comisión Rogatoria remitida por el juez español, recibiéndose como fruto de dichas gestiones el resultado de la investigación interna realizada por la jurisdicción militar norteamericana sobre el hecho, que confirmaba la autoría de la muerte de José Couso como consecuencia del disparo realizado por un carro de combate estadounidense durante la toma de Bagdad, pero no apreciaba responsabilidad penal en los operadores del carro por estimar que actuaron en respuesta a un posible ataque. La Acusación particular y el juez Pedraz no estimaron suficiente ni satisfactoria dicha respuesta, por lo que continuaron adelante con el caso.
- El 13 de diciembre de 2010, Javier Couso, hermano de José Couso, denunció ante la Fiscalía de Madrid, en su nombre y en el de su familia, a los miembros del Gobierno, la Fiscalía y la judicatura que, en su opinión y a la vista de la Filtración de documentos diplomáticos de los Estados Unidos, maniobraron para que las demandas de investigación y las denuncias no prosperaran en la Audiencia Nacional[24] La denuncia de la familia de José Couso[25] se interpuso contra el Gobierno y Fiscalía al entender que:

ser indicativos de la existencia de una conspiración o concierto delictivo entre funcionarios de la Administración y altos cargos españoles, por una parte, y funcionarios de una potencia extranjera por otra parte.

Dicha denuncia fue archivada por carecer de fundamento al no apreciarse comportamiento delictivo alguno por parte de los denunciados.

## Homenajes
En el barrio ferrolano de Esteiro se creó una plaza dedicada al periodista, por decisión unánime aprobada  en el pleno del Ayuntamiento de Ferrol en 2008. En esta plaza hay una placa con la inscripción: Praza da Paz José Couso. En 2013, se le dedicó también una calle en Ribadeo. 
Además, la radio comunitaria coruñesa Cuac FM bautizó en 2003 su nuevo estudio como Estudio José Couso. A la inauguración asistió un miembro de la familia del periodista.
El 11 de septiembre de 2015 se inauguró en Perillo (Oleiros) un parque con su nombre. La placa inaugural tiene la siguiente inscripción:
Original en gallego y castellano:

En gallego
Parque público José Couso Permuy. Reporteiro gráfico asasinado polo exército dos Estados Unidos de América
En castellano
Parque público José Couso Permuy. Reportero gráfico asesinado por el ejército de los Estados Unidos de América

En un parque del distrito de Ciudad Lineal en Madrid  se ha instalado un monolito que recuerda  a José Couso, a Julio Anguita Parrado y otros.

### Galería de fotos

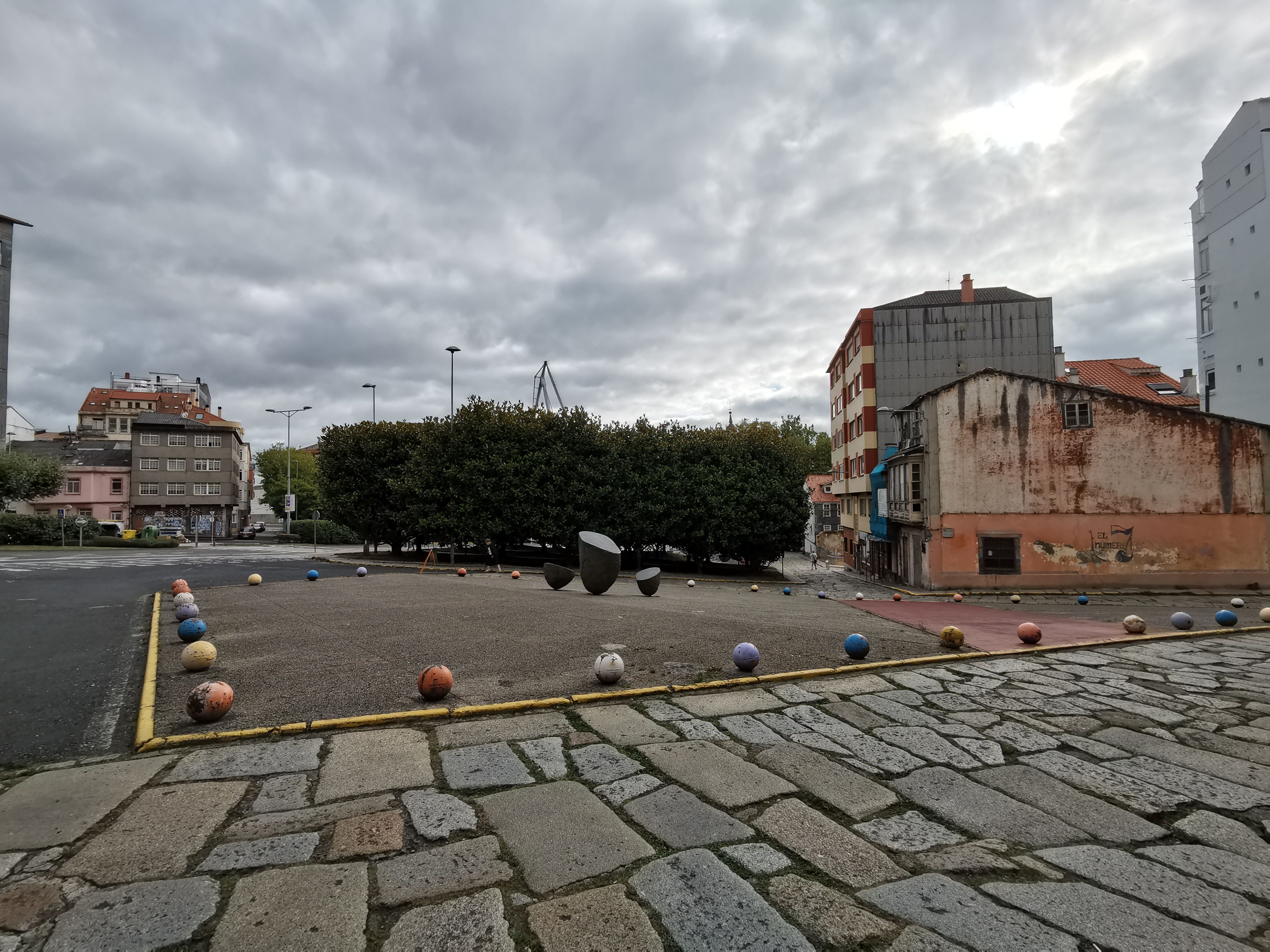
Praza da Paz José Couso (Ferrol)
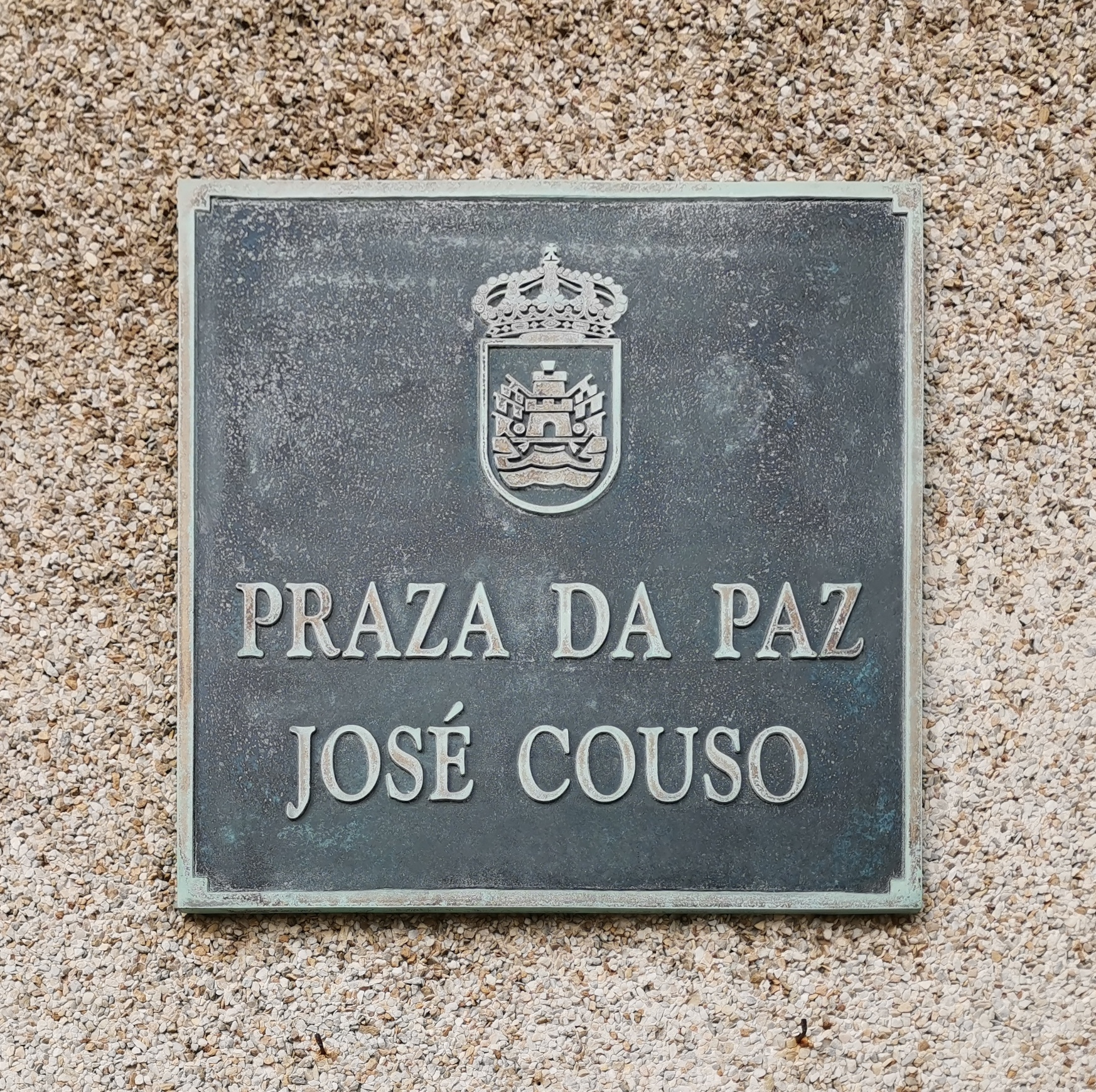
Placa de la Plaza José Couso, Ferrol
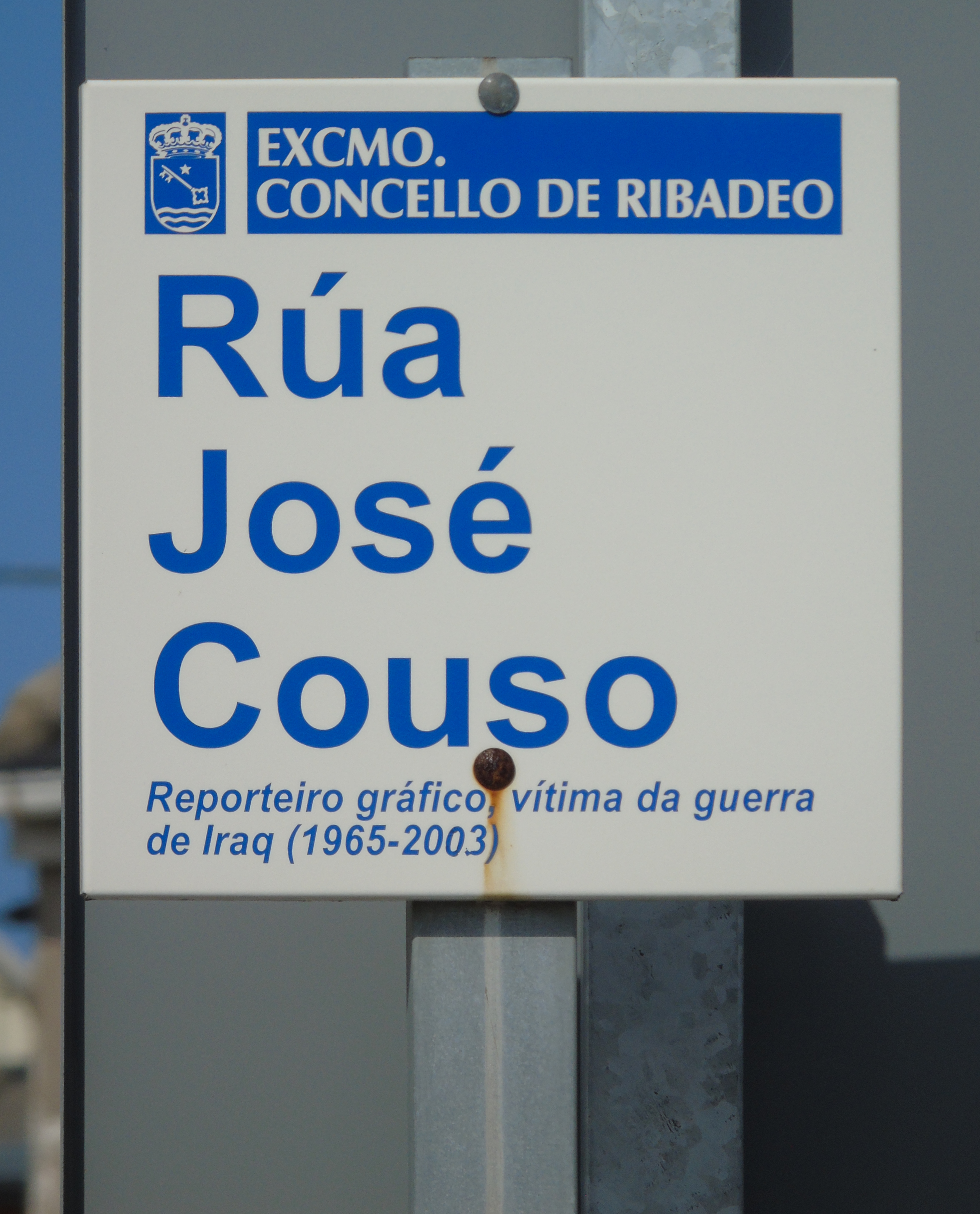
Placa de la Calle José Couso, Ribadeo
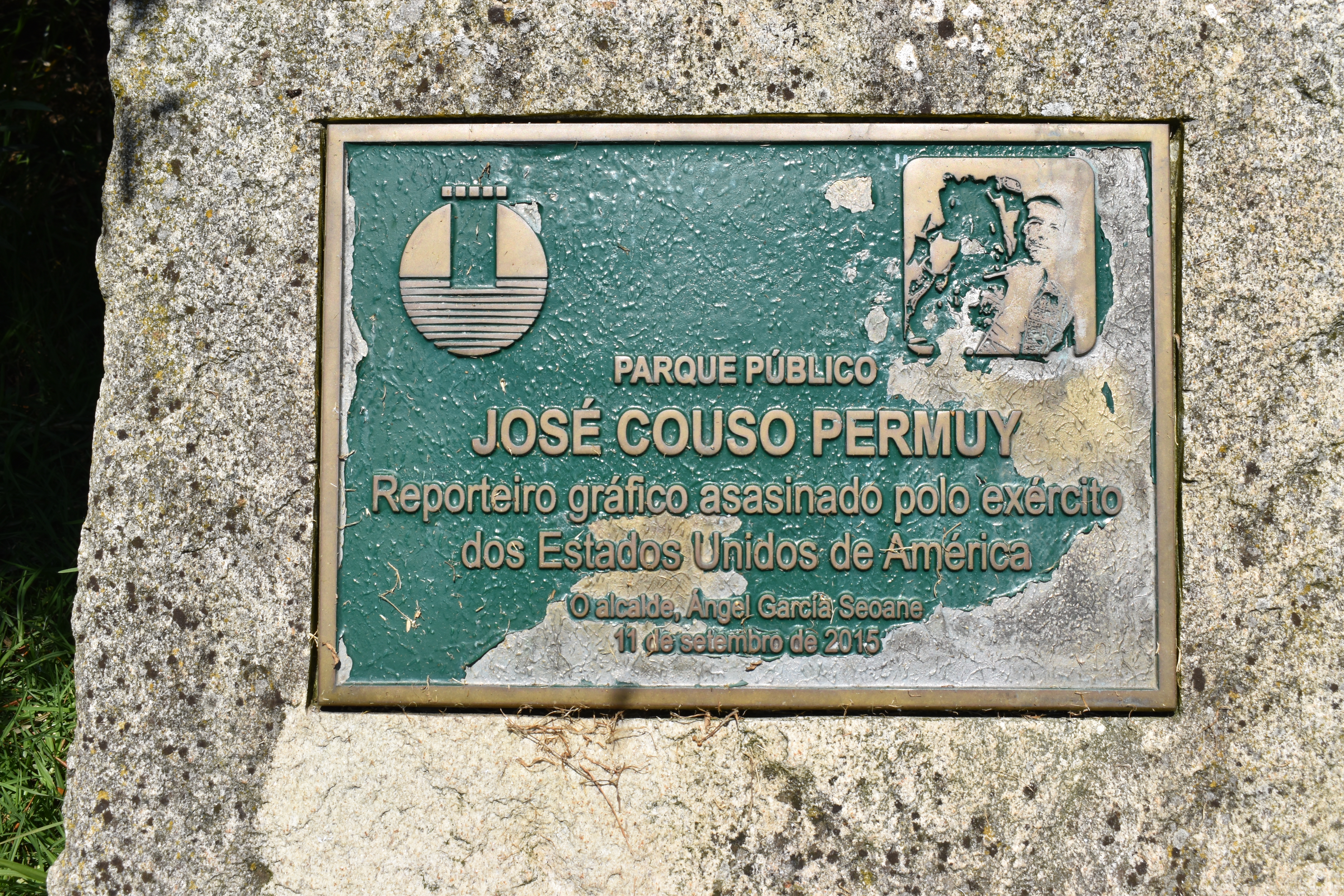
Placa en el parque José Couso en Perillo, Oleiros
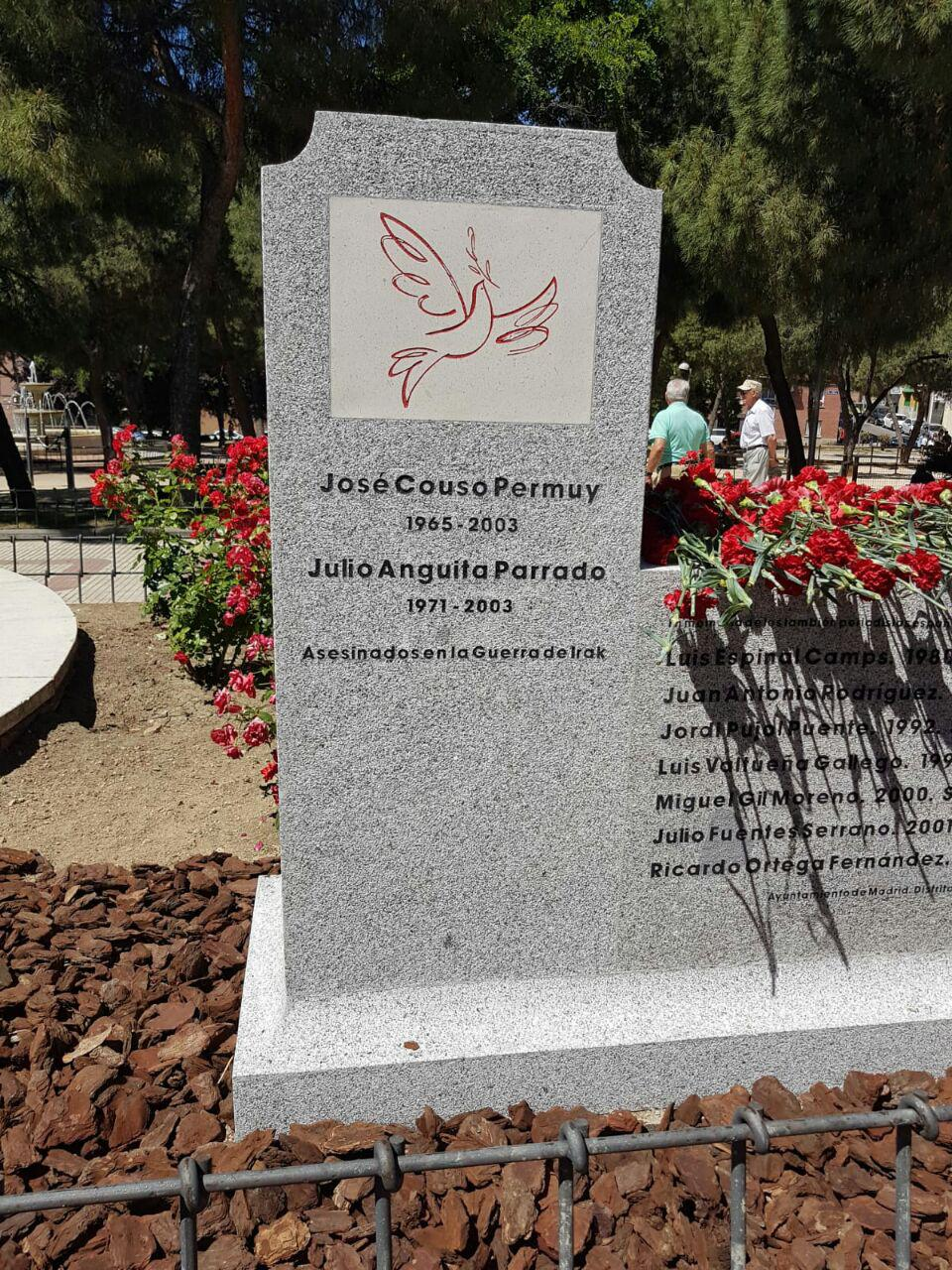
Monolito en Ciudad Lineal (Madrid)